# هوسوکاوا فوجیتاکا
هوسوکاوا فوجی‌تاکا (به ژاپنی: 細川 藤孝 Hosokawa Fujitaka) یا هوسوکاوا یوسای (細川 幽斎)؛ (۱۵۳۴ – ۱۶۱۰) یک دایمیو و سامورایی در دوره سنگوکو بود. وی پدر هوسوکاوا تادائوکی و پدربزرگ هوسوکاوا تاداتوشی بود. نابرادری وی میتسوبوچی فوجی‌هیده نام داشت و از ملازمان آشیکاگا یوشی‌ترو شوگون سیزدهم بود.
فوجی‌تاکا پس از حادثه معبد هوننو در سال ۱۵۸۲، از پیوستن به آکچی میتسوهیده برای نبرد یامازاکی خودداری کرد، با وجود این واقعیت که پسرش،  هوسوکاوا تادائوکی، با دختر آکچی، هوسوکاوا تاما ازدواج کرده بود. فوجی‌تاکا پس از این نبرد سر خود را در معابد بودایی تراشید، نام خود را به راهب «بودایی» تغییر داد، و مقام خود را به عنوان دایمیو به پسرش تادائوکی واگذار کرد. با این حال، او به عنوان یک مشاور فرهنگی، هم در دوره تویوتومی هیده‌یوشی و هم در دوره شوگونی توکوگاوا ایه‌یاسو در سیاست باقی ماند. هیده‌یوشی در سال ۱۵۸۶ به فوجی‌تاکا یک دارایی به عنوان پاداش بازنشستگی به ارزش ۳۰۰۰ ککو در ولایت یاماشیرو اعطا کرد و در سال ۱۵۹۵ نیز ۳۰۰۰ ککو دیگر نیز به آن اضافه کرد.
ایشیدا میتسوناری از فوجیتاکا خواسته بود که به ارتش غربی بپیوندد، اما فوجیتاکا به دلیل یکی از طرح‌های ایشیدا میتسوناری که منجر به مرگ عروس وی هوسوکاوا تاما و نوه وی شد، از خواست وی امتناع ورزید. وی به عنوان یک ژنرال در ارتش شرقی، در قلعه تانابه با حدود ۵۰۰ سرباز مستقر شد. هنگامی که قلعه تانابه توسط ارتش غربی محاصره شد، فرماندهی کل محاصره احترام زیادی برای فوجیتاکا داشت. به همین دلیل، این حمله فاقد روحیه معمول درگیری در یک محاصره سامورایی معمولی بود: مهاجمان با شلیک دیوارها با توپ‌هایی که فقط با باروت بارگذاری می‌شدند، خود را سرگرم می‌کردند. فوجیتاکا پس از یک حکم امپراتور گو-یوزی اسلحه خود را به زمین انداخت و تسلیم شد. با این حال، این واقعه ۱۹ روز قبل از نبرد سکیگاهارا رخ داد، و نه او و نه مهاجمان وی نتوانستند به این نبرد بپیوندند.